# ميل كريك (واشنطن)
ميل كريك (بالإنجليزية: Mill Creek)‏ هي إحدى مدن ولاية واشنطن في الولايات المتحدة الأمريكية.

## التركيبة السكانية
قام مكتب تعداد الولايات المتحدة بتحديد بيانات التركيبة السكانية لميل كريك في تعداد الولايات المتحدة. في ما يلي، التركيبة السكانية حسب تعدادي 2000 و2010.

### تعداد عام 2000
بلغ عدد سكان ميل كريك 11,525 نسمة بحسب تعداد عام 2000، وبلغ عدد الأسر 4,631 أسرة وعدد العائلات 3,250 عائلة مقيمة في المدينة.
وتوزع التركيب العرقي للمدينة بنسبة 3.25% من الهسبانيون أو اللاتينيون من أي عرق.
بلغ عدد الأسر 4,631 أسرة كانت نسبة 32.8% منها لديها أطفال تحت سن الثامنة عشر تعيش معهم، وبلغت نسبة الأزواج القاطنين مع بعضهم البعض 61.8% من أصل المجموع الكلي للأسر، ونسبة 5.9% من الأسر كان لديها معيلات من الإناث دون وجود شريك، وكانت نسبة 29.8% من غير العائلات. تألفت نسبة 24.0% من أصل جميع الأسر من أفراد ونسبة 8.2% كانوا يعيش معهم شخص وحيد يبلغ من العمر 65 عاماً فما فوق. وبلغ متوسط حجم الأسرة المعيشية 2.98، أما متوسط حجم العائلات فبلغ 2.48.
بلغ العمر الوسطي للسكان 39 عاماً. وكانت نسبة 8.1% بين الثامنة عشرة والأربعة وعشرين عاماً، ونسبة 28.7% كانت واقعةً في الفئة العمرية ما بين الخامسة والعشرين والأربعة وأربعين عاماً، ونسبة 27.1% كانت ما بين الخامسة والأربعين والرابعة والستين، ونسبة 11.7% كانت ضمن فئة الخامسة والستين عاماً فما فوق. يوجد لكل 100 أنثى 93.8 ذكر، ويوجد لكل 100 أنثى في الثامنة عشر من عمرها فما فوق 91.6 ذكر.
بلغ متوسط دخل الأسرة في المدينة 69,702 دولار، أما متوسط دخل العائلة فبلغ 87,263 دولار. وكان متوسط دخل الذكور 59,070 دولار مقابل 39,138 دولار للإناث. وسجل دخل الفرد الخاص بالمدينة 36,234 دولار. وكانت نسبة 3.0% من العائلات ونسبة 3.5% من السكان تحت خط الفقر، وكان من هؤلاء نسبة 3.2% تحت سن الثامنة عشر ونسبة 3.6% في الخامسة والستين من العمر وما فوق.

### تعداد عام 2010
بلغ عدد سكان ميل كريك 18,244 نسمة بحسب تعداد عام 2010، وبلغ عدد الأسر 7,551 أسرة وعدد العائلات 4,921 عائلة مقيمة في المدينة. في حين سجلت الكثافة السكانية 3,906.6 نسمة لكل ميل مربع (1,508.3/كم2). وبلغ عدد الوحدات السكنية 7,923 وحدة بمتوسط كثافة قدره 1,696.6 لكل ميل مربع (655.1/كم2).
وتوزع التركيب العرقي للمدينة بنسبة 5.6% من الهسبانيون أو اللاتينيون من أي عرق.
بلغ عدد الأسر 7,551 أسرة كانت نسبة 31.5% منها لديها أطفال تحت سن الثامنة عشر تعيش معهم، وبلغت نسبة الأزواج القاطنين مع بعضهم البعض 53.7% من أصل المجموع الكلي للأسر، ونسبة 8.2% من الأسر كان لديها معيلات من الإناث دون وجود شريك، بينما كانت نسبة 3.2% من الأسر لديها معيلون من الذكور دون وجود شريكة وكانت نسبة 34.8% من غير العائلات. تألفت نسبة 27.4% من أصل جميع الأسر من أفراد ونسبة 9.3% كانوا يعيش معهم شخص وحيد يبلغ من العمر 65 عاماً فما فوق. وبلغ متوسط حجم الأسرة المعيشية 2.99، أما متوسط حجم العائلات فبلغ 2.42.
بلغ العمر الوسطي للسكان 38.9 عاماً. وكانت نسبة 23.3% من القاطنين تحت سن الثامنة عشر، وكانت نسبة 8.3% بين الثامنة عشرة والأربعة وعشرين عاماً، ونسبة 27.4% كانت واقعةً في الفئة العمرية ما بين الخامسة والعشرين والأربعة وأربعين عاماً، ونسبة 28.6% كانت ما بين الخامسة والأربعين والرابعة والستين، ونسبة 12.5% كانت ضمن فئة الخامسة والستين عاماً فما فوق. وتوزع التركيب الجنسي للسكان بنسبة 48.6% ذكور و51.4% إناث.